# 佐竹昭広
佐竹 昭広（さたけ あきひろ、1927年10月19日 - 2008年7月1日）は、国文学者・万葉学者、京都大学名誉教授。1994年紫綬褒章受章。

## 経歴
出生から修学期
1927年、東京都生まれ。1946年5月、満18歳の時に短歌における字余についての論文を発表。それは『万葉集』の短歌の99%、『古今和歌集』『後撰和歌集』の100%に当てはまる字余の法則を発見したものであった（「万葉集短歌字余考」『文学』昭和21年5月）。
京都大学へ進み、1952年に同大学文学部を卒業。その後、5年間特別研究生として同大学に在籍した。
国文学者として
1957年、学習院大学講師となった。後に助教授に昇進。1960年に母校の京都大学文学部助教授に転じ、1973年に教授昇格。1985年に京都大学を定年退官し、名誉教授となった。
京都大学退職後は成城大学教授を務め、1993年から1997年まで国文学研究資料館館長を務めた。1996年4月より東洋文庫評議員をも務めた。2008年に死去。

## 受賞・栄典
- 1981年：『萬葉集抜書』で第3回角川源義賞[5]。
- 1994年：紫綬褒章を受章。

## 業績・研究内容
専門は国文学。上代文学の研究が多いが、中世の説話や滑稽文学の研究でも知られる。
上代文法について
『万葉集』を中心とした上代文学や文法の研究で知られる。例えば語法では、「上代人の自己中心係数」の法則、すなわち「『万葉集』にける「われ」の頻用は、かれらの自己中心性係数の高さを暗示するものであった。ということは、かれらが、すべての対象を自己との関係において主体的に把握するこころの持ち主だった」ことを万葉集の「見ユ」の「用法が特殊である」点などから論証したりしている。また、上代の色彩語など言葉の面から当時の思考や認識に対しても考察している。

## 著作
著書
- 『下剋上の文学』 筑摩書房 1967
  - ちくま学芸文庫 1993
- 『民話の思想』 平凡社選書 1973
  - 中公文庫 1990
- 『酒呑童子異聞』 平凡社選書 1977
  - 岩波同時代ライブラリー 1992
- 『萬葉集抜書』 岩波書店 1980
  - 岩波現代文庫 2000
- 『古語雑談』 岩波新書 1986
  - 平凡社ライブラリー 2008
- 『絵入本朝二十不孝』(古典をよむ) 岩波書店 1990
- 『萬葉集再読』 平凡社 2003
- 『閑居と乱世』(平凡社選書) 中世文学点描 2005

著作集
- 『佐竹昭広集』(全5巻) 岩波書店 2009-2010

1. 『萬葉集訓詁』[2]
2. 『言語の深奥』
3. 『民話の基層』
4. 『閑居と乱世』
5. 『古典往来』

校注・編著
- 『万葉集』訳文篇・本文篇・各句索引 塙書房 1963-1966
  - のち新版(木下正俊・小島憲之共編)
  - のち編者代表で、岩波書店『新日本古典文学大系』 全5巻
  - 岩波文庫（白文も）計7巻
- 『上方落語』 三田純一共編 筑摩書房 1969-70
- 『岩波古語辞典』 大野晋・前田金五郎共編 岩波書店 1974
- 『日本古典文学史の基礎知識』 秋山虔・神保五弥共編 有斐閣 1975
- 『標注洛中洛外屏風』 岡見正雄共編 岩波書店 1983
- 『方丈記』(新日本古典文学大系) 鴨長明 岩波書店 1989